# هشاشة
الهشاشة أو الفَتاتة (أو سهولة التفتت) هي قدرة المادة الصلبة على التقلص إلى أجزاء أصغر حجمًا مع أقل جهد. ويقابل سهولة التفتت التصلب.
غالبًا ما يشار إلى المواد التي يتم تصنيفها باعتبارها مواد خطرة مثل الأسبستوس أو السليكون المتبلور باعتبارها مواد سهلة التفتيت إذا وجدت في تلك الحالة التي يمكن من خلالها حلحلة الجسيمات الصغيرة بسهولة، وهكذا تتوفر لها إمكانية التحول إلى مواد قابلة للاستنشاق (يمكنها دخول الرئتينالبشريتين)، مما يعرض الصحة للخطر.
أما المواد الأكثر صلابة مثل الخرسانة، فيمكن كذلك تفتيتها وسحقها میكانیكیًا إلى غبار معدني دقيق للغاية. ومع ذلك، لا يمكن تصنيف هذه المواد تحت الفئة سهلة التفتيت بوجهٍ عام نظرًا لدرجة الصعوبة التي تنطوي عليها عملية تكسير الروابط الميكانيكية للمادة عبر الوسائل الميكانيكية. وتظهر بعض المواد، مثل رغاوي البولي يوريثان، زيادةً في معدلات سهولة التفتيت مع التعرض للأشعة فوق البنفسجية مثل الموجودة في ضوء الشمس.

## أمثلة
المادة سهلة التفتيت التي يمكن سحقها إلى ألياف أو جسيمات أدق تحت تأثير قدر قليل من الضغط أو الاحتكاك، مثل اللمس الخفيف للمادة دون قصد. كذلك يمكن للمصطلح المذكور أن ينطبق على أية مادة تتميز بمثل هذه الخواص، مثل:
- الموارد المرتبطة أيونياوالتي تقل كثافتها عن 1 كجم/ اللتر
- كتل الطين الجاف
- الطباشير
- الحجر
- الألواح
- البسكويت الرقيق
- الزجاج البركاني غير المتبلور
- الألياف المعدنية
- البولي أوريثان (رغوة)
- الهلام الغازي
- بعض أشكال السرطان، مثل الورم المخاطي الأذيني
- مرارة ملتهبة

## الاستخدام الجيولوجي
سهولة التفتت والتصلب هما مصطلحان يستخدمان عمومًا في فرع جيولوجيا الصخور الناعمة، خاصة مع الأحجار الرملية والأحجار الطينية والسجيل لوصف درجة تماسك الصخر.

## الاستخدام الطبي
كذلك يستخدم مصطلح سهولة التفتت لوصف الأورام في الطب، مع كون الأورام التي يسهل تمزيق أوصالها تتميز بخطورة أكبر من جهة كونها أورامًا خبيثة ونقيلة.

## الاستخدام الدوائي
اختبار الهشاشة هو أسلوب مختبري يستخدمه علماء القطاع الدوائي لاختبار احتمالية تفتت القرص إلى أجزاء أصغر حجمًا أثناء النقل.

## وصلات خارجية
- EPA Treatise On Friable Asbestos
- UK Advisory Committee Treatise On Friable Ceramic Fibres